# Pekka Päivärinta (Rennfahrer)

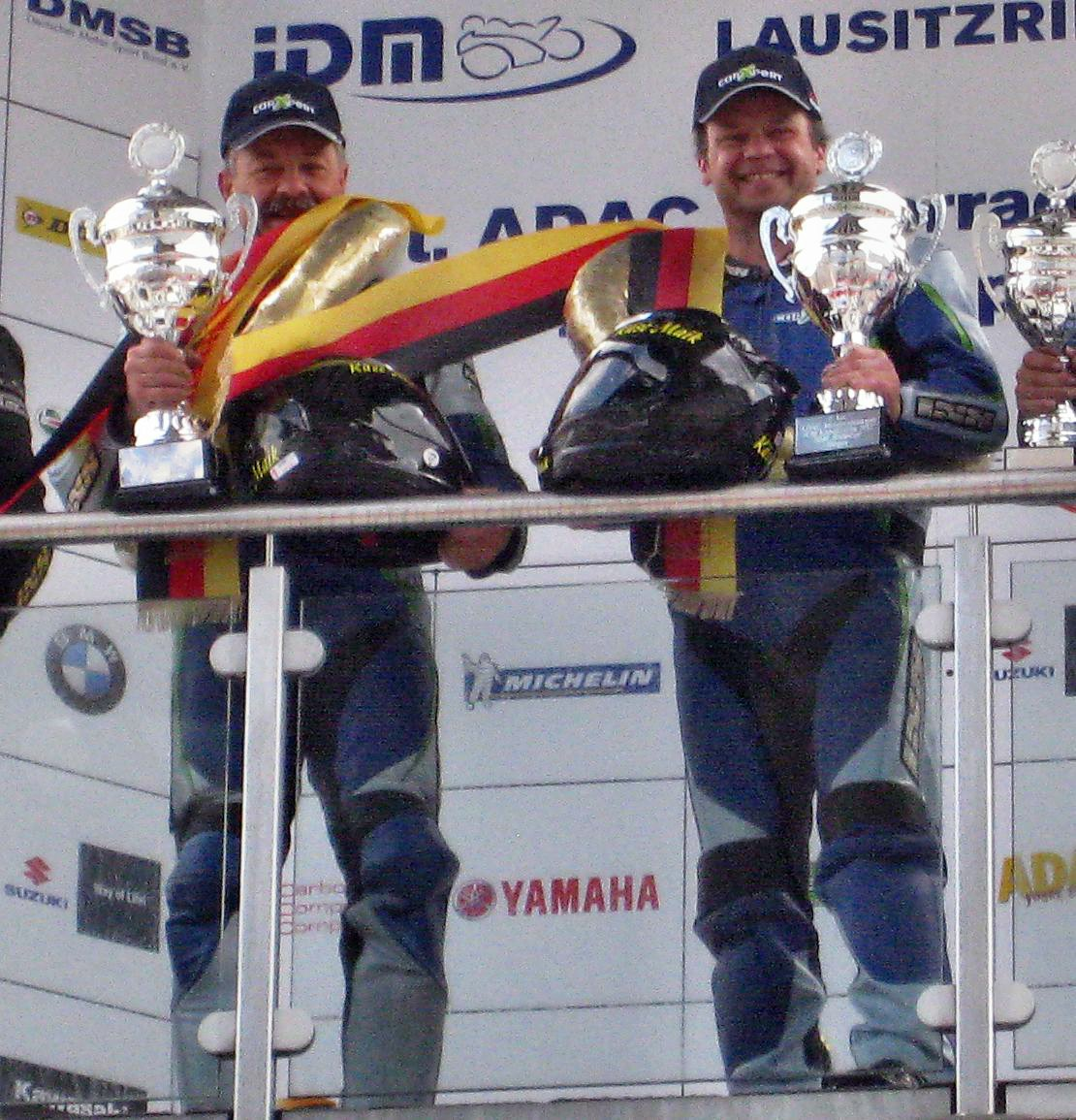
Pekka Päivärinta (rechts) zusammen mit Beifahrer Adolf Hänni nach seinem Sieg beim IDM-Lauf 2012 auf dem EuroSpeedway Lausitz.

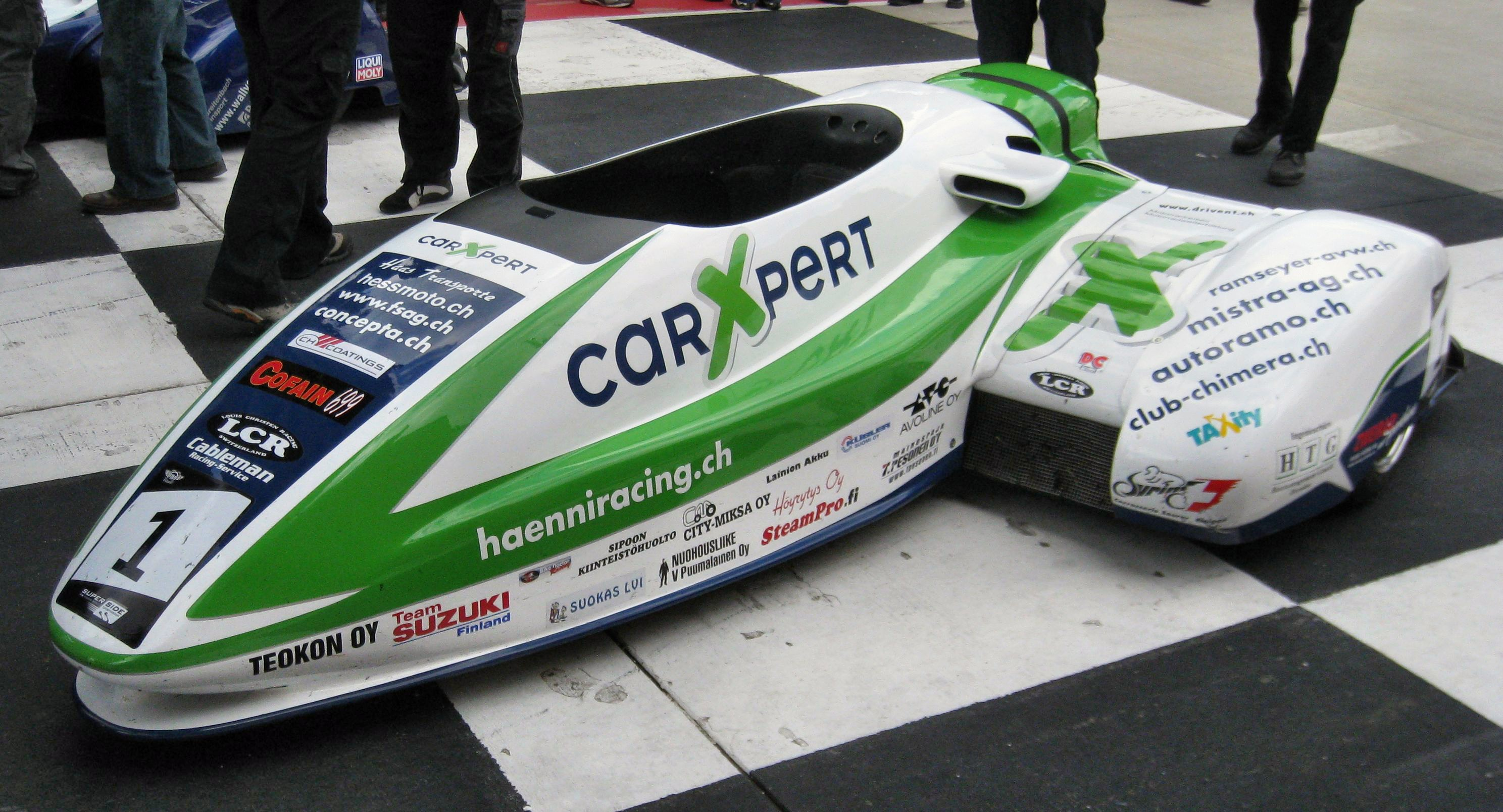
Pekka Päivärintas LCR-Gespann der Saison 2012.

Pekka Päivärinta (* 11. Januar 1971 in Helsinki) ist ein finnischer Motorradrennfahrer. Er ist fünfmaliger Gespann-Weltmeister und -Vizeweltmeister.

## Saison 2011
Nach Schleiz führten noch Kurt Hock und Enrico Becker mit zehn Punkten Abstand, doch auf dem Red Bull Ring fielen Hock/Becker aus, und Päivärinta/Hänni konnten aufholen und sich bereits beim sechsten Lauf in Hockenheim die Deutsche Meisterschaft sichern. Bereits in Oschersleben hatten sich Pekka Päivärinta und sein Schweizer Beifahrer Adolf Hänni die Weltmeisterschaft gesichert.

## Erfolge
- 2008 – Gespann-Weltmeister auf LCR-Suzuki mit Beifahrer Timo Karttiala
- 2010 – Gespann-Weltmeister auf LCR-Suzuki mit Beifahrer Adolf Hänni
- 2011 – Gespann-Weltmeister auf LCR-Suzuki mit Beifahrer Adolf Hänni
- 2011  – Deutscher Gespann-Meister auf LCR-Suzuki mit Beifahrer Adolf Hänni
- 2012  – Deutscher Gespann-Meister auf LCR-Suzuki mit Beifahrer Adolf Hänni
- 2013 – Gespann-Weltmeister auf LCR-Suzuki mit Beifahrer Adolf Hänni
- 2016 – Gespann-Weltmeister auf LCR-Suzuki mit Beifahrerin Kirsi Kainulainen